# Vivere (soap opera)
Vivere è una soap opera italiana ideata da Cristiana Farina e Lorenzo Favella, trasmessa dal 1º marzo 1999 al 23 maggio 2008.
La soap tratta della vita dei componenti dei diversi nuclei familiari principali, raccontata sullo sfondo di una ricca città di provincia, Como. Nel corso degli anni si sono succedute numerose famiglie: i Bonelli, i Gherardi, i Falcon/De Carolis, i Canale/Leoni, i Moretti/Monteleone/Sarpi, i Blasi, i Draghi, i Ponti. Vivere è stata prodotta in Italia e trasmessa da Canale 5 dal 1º marzo 1999 al 21 dicembre 2007 e successivamente da Rete 4 dal 26 dicembre fino al 23 maggio 2008 dal lunedì al venerdì, conquistando un buono ascolto nella fascia del mezzogiorno di Canale 5.

## Trama
A Como si intrecciano le vicende di alcune famiglie: i Gherardi con Alfio, imprenditore sposato con Letizia e i tre figli Adriana, il cinico Andrea e la giovane Alice, i Bonelli Giovanni e Mirella che gestiscono una locanda e che hanno tre figlie Chiara, Eva e Lisa, i De Carolis-Falcon composti da Vittorio, un medico che ha due figli: Emilia, sposata con Giacomo Falcon (genitori dell'adolescente Marco) e Bruno, fidanzato con Adriana Gherardi ed infine Silvana che ha cresciuto da sola il figlio Luca. 
Nelle successive stagioni, arriveranno a Como altre famiglie: i Moretti, composta da Pierfrancesco, vedovo che sta per risposarsi con la giovane e ambiziosa Rebecca Sarpi (che ha un fratello di nome Danilo), e Riccardo Moretti, che finirà per sposarsi con Nina Castelli. In punto di morte, Pierfrancesco confessa a Riccardo di aver avuto un altro figlio in giovane età: Raul Monteleone, vedovo, che ha una figlia di nome Irene che vivrà una storia d'amore col dottor Roberto Falcon (fratello di Giacomo); i Blasi, composta da Fabio e Giulia Crispi, coi tre figli Michele, Diego e Carolina (futura moglie di Luca Canale). Fabio, disperato, morirà mentre sta tentando una rapina al supermercato, Giulia, dopo una storia extraconiugale col commissario Vincenzo Leoni, finirà per sposarsi nell'ultima puntata di Vivere con Alfio Gherardi; i Draghi, composta da Massimo, che ha abbandonato la moglie Carla Demartini e i figli gemelli Flavia e Christian. Flavia vivrà un amore prima con Michele e poi con Diego Blasi, mentre sia Massimo che Christian si innamoreranno in frangenti diversi della studentessa escort Daria Fontana, la cui madre aveva avuto dei trascorsi sia con Massimo che con la famiglia Gherardi. Completa il cast la famiglia Ponti, composta da Lorenzo e dalle due figlie Barbara e Marianna. La zia delle due ragazze, Cloe Margeri Lombardi è la sorella di Viola, creduta morta da tutti. 

### Altri personaggi
- Hanif: è il maggiordomo tuttofare di villa Visconti. Da sottolineare che sebbene la villa ha avuto più proprietari nel corso della soap, Hanif è rimasto sempre al suo posto di lavoro.
- Biagio Ceracchi: il migliore amico di Luca Canale che lavora con Silvana nel negozio di parrucchiere di Emilia e contemporaneamente come infermiere all'ospedale, si fidanza con una ex-prostituta, Liliana Abbate, con la quale lascia Como e si trasferirà nell'agriturismo della sorella di lei. È il primo personaggio protagonista a lasciare la soap, e in seguito fa una breve riapparizione in occasione del funerale di Silvana.
- Santo Guccione: il poliziotto che affianca per molti anni il commissario Leoni nelle sue indagini, svolgendo per lo più lavoro d'ufficio, cosa che lo fa arrabbiare non poco. È ovviamente anche amico di Pietro. Con la sua metà Mariella, si trasferirà fuori Como.
- Pietro Foschi: il poliziotto che riuscirà a salvare Alfio da una banda di malviventi, che l'aveva rapito, finendo per un periodo su una sedia a rotelle. Adriana s'innamorerà di lui, lasciando definitivamente Bruno, e i due si sposeranno e si trasferiranno a Napoli, anche se Pietro ha avuto un ritorno di fiamma con una sua ex: Caterina. A causa di un periodo di crisi fra loro Adriana tornerà a Como con la loro figlia Sara. Pietro è morto in un incidente e successivamente la donna scoprirà che l'aveva tradita.
- Costanza Lucchetti: la capo infermiera del pronto soccorso all'ospedale di Como, che nel 2000 sostituisce Fernanda Cucchini che ritorna al reparto di pediatria.
- Sharis Mifta: È la bella infermiera che Bruno, salva in Africa e di cui, il De Carolis rimane folgorato. Ha un ricordo speciale di lei, anche dopo che viene costretto a tornare a Como, poiché gravemente ferito. Lei lo raggiunge a Como e si scoprono innamorati, decidendo di partire insieme per nuove missioni in Africa. Dai racconti di Emilia e Marco Falcon, si saprà che i due hanno avuto un figlio che viene chiamato Vittorio come il nonno.
- Alberto Giannini: il perfido e spietato direttore sanitario che ha una relazione con Letizia ma che poi tradirà con la figlia Alice. Verrà ucciso da Letizia dopo aver scoperto il tradimento.
- Gianna Landolfi: un medico dell'ospedale di Como che ha una cotta per Roberto e che lo aiuta a far carriera in un modo non troppo convenzionale. Ha una relazione anche con Vincenzo.
- Angelica Altieri: attrice di grido che fermatasi a Como per fare un film e ha una relazione con Luca. Per lui arriva quasi a mollare la carriera, ma per questo il suo manager ostacola l'unione dei due. Inoltre un maniaco ossessionato dall'attrice (Morselli), mette a serio repentaglio la vita dei due. Alla fine i due si lasciano e Angelica torna a fare l'attrice a tempo pieno.
- Antonio Morselli: è il pazzo maniaco ossessionato di Angelica Altieri, che nella sua pazzia che fa di tutto per avvicinarla, diventando pericoloso per l'incolumità dell'attrice e di Luca. Dopo varie peripezie viene arrestato, ma riesce a essere rimesso in libertà. Si ripresenta nella vita di Luca, quando la relazione con la Altieri è finita, progettando di ucciderlo, ma è Colette (che voleva salvare l'amico) ad essere uccisa dal maniaco.
- Erminio Valli: il primario generale dell'ospedale che darà del filo da torcere a Giacomo ma soprattutto a Roberto, che cercherà in qualsiasi modo di licenziare. Erminio è una delle cause della fine del matrimonio di Roberto con Irene ed ha avuto un breve flirt con Adriana.
- Elio Panunzio: il poliziotto che a un certo punto della soap sostituisce Guccione; diventerà amico di Luca, Vincenzo e soprattutto di Christian. Si trasferirà a Roma.
- Marta e Renato De Luca: una ragazza problematica che verrà adottata da Emilia, inizialmente contro il volere di Giacomo, figlia di Renato De Luca, un delinquente che è stato per un certo periodo all'ospedale di Como e che verrà preso in simpatia da Giacomo. Renato riuscirà a scappare dall'ospedale e viene aiutato a nascondersi da Emilia, i due s'innamoreranno e scapperanno insieme con Marta ma in un incidente Renato muore, Marta torna a Como ed Emilia scompare, anche se verrà ritrovata da Giacomo in uno stato di amnesia. Marta poi trova l'amore in Luca e smetterà di frequentare le cattive compagnie, tra cui Danilo Sarpi, dopo una rottura con l'uomo decide di lasciare Como e di andare a fare l'assistente sociale con Claudia Lolli a Catanzaro.
- Rossana Marchini: colei che prende il posto di Giacomo che diventerà nemica di Michele e Chiara e sarà una delle cause della loro separazione. Ha avuto anche una breve relazione con Luca.
- Emanuele Balbo: un uomo ricchissimo con degli atteggiamenti new age che ha ricevuto in eredità dal nonno un'azienda di acque minerali che però non sa gestire, allora si metterà nelle mani di Rebecca. La donna lo aiuterà anche grazie a Claudia, della quale Emanuele si innamora perdutamente. Avranno una relazione ma Claudia non riuscirà lo stesso a dimenticare Rebecca, allora lascerà lui e la città. Dopo qualche tempo ritorna a Como, una volta aver venduto la sua azienda, che era stata minata da Rebecca, e si occuperà di un progetto benefico per la ristrutturazione di chiese antiche e così chiederà aiuto alla sua amica restauratrice Paola Valentini.
- I Mariotti: Sandro Mariotti è il nuovo, severo ed esigente commissario di polizia che ha sostituito Vincenzo. Ha un rapporto difficile con Luca e soprattutto peggiora quando scopre che potrebbe nascere una relazione tra il vice-ispettore e sua figlia Cinzia, una ragazza a cui piace mettersi nei guai ma Luca, che a lei piace molto, cercherà di calmare il suo carattere.

## Produzione
Dialoghisti, soggettisti e registi hanno lavorato per realizzare cinque puntate a settimana; puntate che venivano registrate in interni (30 set fissi che coprivano circa 1400 m²) e in esterni (cinque nuove location a settimana) muovendo uno staff tecnico di oltre 80 persone (per la fotografia, in studio Enzo Ghinassi, in esterni Nicola Civarelli). Le riprese interne venivano effettuate presso gli studi Profit di Milano fino a luglio 2004 e successivamente erano state trasferite negli studi televisivi di TeleCittà a San Giusto Canavese, accanto a quelli di CentoVetrine. Le riprese esterne si sono effettuate a Como e nella sua provincia, specialmente a Cernobbio. Le riprese sono terminate il 22 febbraio 2008.
La sigla d'apertura è Canto largo cantata da Mina, contenuta nell'album Olio del 1999.

## Trasmissione
Vivere è stata trasmessa per la prima volta nel marzo 1999 su Canale 5, nella fascia oraria delle 14:15, subito dopo Beautiful. La stessa collocazione fu mantenuta per la soap fino a gennaio 2001, periodo durante il quale raggiunge il suo apice di ascolti (oltre 5 milioni e mezzo di telespettatori e uno share oltre il 35%).
Dal gennaio 2001 l'orario affidatogli fu quello delle 12:25. In questa nuova collocazione, la soap pur avendo un calo di ascolti, ha mantenuto un buon riscontro di pubblico e un alto share, raggiungendo spesso i tre milioni di telespettatori e uno share di oltre il 22%. Ma a partire dalla fine del 2006 ha avuto un ulteriore crollo che ha portato il numero di telespettatori a scendere sotto i due milioni per puntata.
Nella primavera del 2007 supera spesso la soglia dei due milioni, racimolando uno share alto per quella fascia oraria. Durante l'estate 2007 è stato spostato nella fascia oraria delle 14:45 ottenendo risultati d'ascolto molto buoni. A settembre 2007, Vivere ha subito un grande restyling attraverso il quale molti personaggi hanno abbandonato la soap, tra i quali Emilia, Vincenzo, Carolina, Michele, Flavia, Massimo, Carla, Christian e Daria, lasciando in molti casi le loro vicende incompiute e raccontate solo a parole, e in alcuni casi nemmeno quelle.
Dalla prima puntata di settembre 2007, i telespettatori hanno assistito ad un salto temporale: sono state rinnovate le storie dei personaggi rimanenti ed è stato inserito il nucleo familiare dei Ponti; la soap, inoltre, ritrova il suo vecchio collocamento orario delle 12:25. A causa di questo restyling, che non ha riscosso il successo previsto, la soap ha subito un ulteriore calo di ascolti e Mediaset ne ha annunciato la chiusura. Per lo stesso motivo la soap è stata spostata dalla fine di dicembre 2007 su Rete 4 ed è stata trasmessa fino alla fine a mezzogiorno, dove raccoglieva oltre un milione di telespettatori, con uno share del 10%-12%. L'ultima puntata, la n.290 della nona stagione (o la n.190 della decima stagione se si vuole considerare una stagione separata il restyling della soap successivo al salto temporale), è stata seguita da 962 000 spettatori (11,92% di share).
Dal 1º giugno 2023 la soap è disponibile su Mediaset Infinity.

## Episodi
Le puntate originali sono computate in 2130 pur essendo materialmente 2128, come risulta ora dalle nuova numerazione usata per Mediaset Infinity, che mutua da quella di Mediaset Distribution, che vendeva, a blocchi di 230 puntate l'uno all'Estero, per un correttivo usato per una variazione sulle puntate trasmesse durante le Strenne 1999: l'ultima puntata di quell'anno era la 198, per mantenere i blocchi settimanali in pari, la prima puntata del Gennaio 2000 fu numerata come 200.
Dal 30 luglio al 20 agosto 2001, va in onda, per la pausa estiva, Ricominciare a... Vivere, ovvero riassunti delle puntate della serie.
| Stagione | Episodi | Puntate   | Prima TV                          | Rete televisiva | Rete televisiva |
| -------- | ------- | --------- | --------------------------------- | --------------- | --------------- |
| 1        | 110     | 1-110     | 1 marzo 1999 - 30 luglio 1999     | Canale 5        | –               |
| 2        | 235     | 111-345   | 20 settembre 1999 - 2000          | Canale 5        | –               |
| 3        | 235     | 346-580   | 4 settembre 2000 - 27 luglio 2001 | Canale 5        | –               |
| 4        | 225     | 581-805   | 3 settembre 2001 - 12 luglio 2002 | Canale 5        | –               |
| 5        | 215     | 806-1020  | 2 settembre 2002 - 11 luglio 2003 | Canale 5        | –               |
| 6        | 225     | 1021-1245 | 1 settembre 2003 - 23 luglio 2004 | Canale 5        | –               |
| 7        | 235     | 1246-1480 | 30 agosto 2004 - 22 luglio 2005   | Canale 5        | –               |
| 8        | 205     | 1481-1685 | 29 agosto 2005 - 16 giugno 2006   | Canale 5        | –               |
| 9        | 255     | 1686-1940 | 28 agosto 2006 - 31 agosto 2007   | Canale 5        | –               |
| 10       | 190     | 1941-2130 | 3 settembre 2007 - 23 maggio 2008 | Canale 5        | Rete 4          |

## Cast
| Attore                       | Ruolo                 | Periodo                       | Puntate                        |
| ---------------------------- | --------------------- | ----------------------------- | ------------------------------ |
| Stefano Abbati               | Fabio Blasi           | (2005)                        | (1346-1456)                    |
| Luca Bastianello             | Diego Blasi           | (2006-2008)                   | (1705-2130)                    |
| Federica Bianco              | Daria Fontana         | (2006-2007)                   | (1743-1939)                    |
| Giorgio Biavati              | Giovanni Bonelli      | (1999-2008)                   | (1-2130)                       |
| Francesca Bielli             | Alice Gherardi        | (1999-2003)                   | (2-930)                        |
| Paolo Calissano              | Bruno De Carolis      | (1999-2001)                   | (1-458)                        |
| Francesca Cavallin           | Irene Monteleone      | (2004-2006)                   | (1181-1640)                    |
| Lorenzo Ciompi               | Andrea Gherardi (#1)  | (1999-2002 / 2007-2008)       | (1-678; 1861-2130)             |
| Edoardo Costa                | Riccardo Moretti      | (2001-2005)                   | (510-1343)                     |
| Cristina D'Alberto Rocaspana | Flavia Draghi         | (2006-2007)                   | (1624-1940)                    |
| Luciano De Luca              | Massimo Draghi        | (2006-2007)                   | (1624-1912)                    |
| Elisabetta De Palo           | Mirella Bonelli       | (1999-2008)                   | (1-2130)                       |
| Antonio Faa                  | Alberto Giannini      | (2001)                        | (437-626)                      |
| Mavi Felli                   | Emilia De Carolis     | (1999-2007 / 2008 ricorrente) | (1-1070; 1165-1939; 2128-2130) |
| Alessandra Zarini            | Rosa Vanini           | (2001)                        |                                |
| Gianni Garko                 | Pierfrancesco Moretti | (2002-2004)                   | (685-1176)                     |
| Giorgio Ginex                | Giacomo Falcon        | (1999-2005)                   | (2-1363)                       |
| Brando Giorgi                | Roberto Falcon        | (2002-2007)                   | (738-1886)                     |
| Gabriele Greco               | Luca Canale           | (1999-2008)                   | (2-2130)                       |
| Adolfo Lastretti             | Vittorio De Carolis   | (1999-2003)                   | (2-940)                        |
| Veronika Logan               | Chiara Bonelli        | (1999-2006)                   | (1-1595)                       |
| Beatrice Luzzi               | Eva Bonelli           | (1999-2001)                   | (1-466)                        |
| Manuela Maletta              | Lisa Bonelli          | (1999-2004)                   | (1-1110; 1205-1319)            |
| Annamaria Malipiero          | Rebecca Sarpi         | (2002-2008)                   | (693-2130)                     |
| Fiorenza Marchegiani         | Letizia Visconti      | (1999-2001 / 2003-2005)       | (2-640; 1030-1568)             |
| Fabio Mazzari                | Alfio Gherardi        | (1999-2008)                   | (2-2130)                       |
| Caterina Misasi              | Carolina Blasi        | (2005-2007 / 2007 ricorrente) | (1346-1940; 1960; 2015-2023)   |
| Licia Nunez                  | Barbara Ponti         | (2007-2008)                   | (1941-2130)                    |
| Stefania Palmisano           | Carla De Martini      | (2006-2007)                   | (1629-1940)                    |
| Donatella Pompadour          | Nina Castelli         | (2001-2006)                   | (488-1640)                     |
| Alessandro Preziosi          | Pietro Foschi         | (1999-2002)                   | (115-508, 579-698)             |
| Sara Ricci                   | Adriana Gherardi      | (1999-2002 / 2004-2007)       | (1-698; 1225-1740; 1800-1815)  |
| Michael Reale                | Raul Monteleone       | (2004-2006)                   | (1180-1640)                    |
| Luciano Roman                | Lorenzo Ponti         | (2007-2008)                   | (1941-2130)                    |
| Gianfranco Russo             | Michele Blasi         | (2004-2007)                   | (1314-1939)                    |
| Giuditta Saltarini           | Colette Dubois        | (2002-2003)                   | (676-1029)                     |
| Carmine Scalzi               | Christian De Martini  | (2006-2007)                   | (1670-1940)                    |
| Daniela Scarlatti            | Silvana Canale        | (1999-2000)                   | (1-375)                        |
| Massimo Schina               | Biagio Ceracchi       | (1999-2000)                   | (1-218; 375)                   |
| Davide Silvestri             | Marco Falcon          | (1999-2003)                   | (3-1032; 1074-1084; 1177-1187) |
| Edoardo Siravo               | Vincenzo Leoni        | (1999-2007 / 2008 ricorrente) | (44-1939; 2128-2130)           |
| Carola Stagnaro              | Cloe Margeri Lombardi | (2007-2008)                   | (1904-2130)                    |
| Edoardo Sylos Labini         | Andrea Gherardi (#2)  | (2005-2007)                   | (1389-1858)                    |
| Mariella Valentini           | Giulia Crispi         | (2004-2008)                   | (1329-2130)                    |
| Edoardo Velo                 | Danilo Sarpi          | (2002-2004)                   | (709-1331)                     |
| Patricia Vezzuli             | Marianna Ponti        | (2007-2008)                   | (1942-2130)                    |

Altri interpreti
| Attore                  | Ruolo                     | Periodo                   |
| ----------------------- | ------------------------- | ------------------------- |
| Gerardo Amato           | Sergio Costantini         | (1185-1309)               |
| Sara Armentano          | Marta De Luca             | (973-1157)                |
| Danilo Autero           | Amir Al-Daharam           | (1598-1663)               |
| Euridice Axen           | Valeria Castri            | (1743-1854; 1889)         |
| Daniela Battizzocco     | Rossana Marchini          | (2005-2006)               |
| Kabir Bedi              | Ibrahim Al-Daharam        | (1650-1663)               |
| Raffaella Bergé         | Paola Manetti             | (39-52)                   |
| Livia Bonifazi          | Viviana Angelucci         | (591-712)                 |
| Fabio Bonini            | Carlo Mantegna            | (2000-2001)               |
| Fabio Bonini            | Enrico Piersanti          | (2007-2008)               |
| Giorgio Bonino          | Renato De Luca            | (968-1071)                |
| Simona Borioni          | Gianna Landolfi           | (2002-2003)               |
| Raffaele Buranelli      | Emanuele Balbo            | (1897-2119)               |
| Paola Campaner          | Arianna Nazzari           | (334-377) *               |
| Vera Castagna           | Gigliola Berselli         | (2002-2003)               |
| Michele Cesari          | Leonardo Castelli         | (2001/2002)               |
| Alessandro Conte        | Antonio Morselli          | (817-869; 1003-1027)      |
| Beppe Convertini        | Giulio Stocchi            | (2001-2002)               |
| Luciano Cravino         | Italo Rossi               | (1941-2130)               |
| Miriam Crotti           | Costanza Lucchetti        | (2000-2007)               |
| Marco D'Alberti         | Vito Lo Cascio            | (1823-1845)               |
| Sara D'Amario           | Claudia Pisani            | (1511-1737; 1818-1932)    |
| Gaetano D'Amico         | Sandro Mariotti           | (1944-2129)               |
| Adriana De Guilmi       | Teresa                    | (1941-2126)               |
| Gaia Della Donna        | Sara Foschi               | (2004-2005)               |
| Gisella Donadoni        | Regina Righi              | (2001-2002 / 2005)        |
| Chicco Dondi            | Simone Gherardi           | (2005-2007)               |
| Libero Dondi            | Simone Gherardi           | (2005-2007)               |
| Fabio Fulco             | Massimiliano Casti Dupret | (66-204)                  |
| Pietro Genuardi         | Michele Nanni             | (27-262)                  |
| Francesco Gabbrielli    | Alessio Beltrami          | (2001-2002)               |
| Alessandro Gruttadauria | Elio Panunzio             | (2002-2007)               |
| Christoph Hulsen        | Matthew Craig             | (1941-1979)               |
| Silvia Iannazzo         | Lucrezia D'Arrigo         | (1904-2128)               |
| Natalie Kriz            | Elizabeth Brandi          | (2005)                    |
| Carlotta Lo Greco       | Cecilia Bracci            | (1792-1815)               |
| Loris Loddi             | Mirko Giordani            | (150-230) *               |
| Sara Luoni              | Sara Foschi               | (2006)                    |
| Milo Vallone            | Ernesto Tessari           | (2005)                    |
| Melania Maccaferri      | suor Maria (infermiera)   | (21-24; 122-130; 290-297) |
| Robert Madison          | Giorgio Donati (Feras)    | (1568-1627)               |
| Raul Manso              | Martin Mendez             | (229-315; 1750-1765)      |
| Alice Massei            | Cinzia Mariotti           | (1982-2075)               |
| Davide Mengacci         | se stesso                 | (1209-1218)               |
| Gabriele Mirò           | Paolo                     | (1819-2010)               |
| Alessandro Mistichelli  | Erminio Valli             | (805-1509)                |
| Cristina Moglia         | Sofia Tian                | (1-5)                     |
| Alessandra Monti        | Ludovica Fontani          | (2003)                    |
| Emanuela Morini         | Angelica Altieri          | (777-888; 937-938)        |
| Lina Bernardi           | prof.ssa Costantini       | (1999)                    |
| Maria Grazia Nazzari    | Marina D'Angelo           | (1999-2001)               |
| Paola Onofri            | Liliana Abbate            | (65-106; 213-220)         |
| Federico Pacifici       | Saverio Lanci             | (25-115)                  |
| Sarah Parker            | Sharis Mifta              | (427-460)                 |
| Angelo Patti            | Alessio                   | (1991; 2016-2130)         |
| Patrizio Pelizzi        | Dott. Damiani             | (2002-2003)               |
| Surange Perera          | Hanif                     | (1-2128)                  |
| Paolo Persi             | Massimiliano Casorati     | (789-967; 1144-1150)      |
| Alberto Ricci Hoiss     | Luigi Santucci            | (2007-2008)               |
| Giuseppe Romano         | Santo Guccione            | (1999-2002)               |
| Sergio Romanò           | Carlo Mazzoni             | (2003-2006)               |
| Cicci Rossini           | Giada Palmieri            | (256-301) *               |
| Mia Sakakini            | Margherita Costa          | (2007)                    |
| Federico Scoponi        | Virginio Bracci           | (2007)                    |
| Francesco Stella        | Matteo Selva              | (2007)                    |
| Antonio Tallura         | Arturo Maffioli           | (379-460) *               |
| Valentina Tomada        | Viola Magris              | (2036-2129)               |
| Lorenza Vaschetto       | Ilaria                    | (2007-2008)               |
| Sonia Aquino            | Caterina                  | (2002)                    |
| Roberto Vandelli        | Fausto Villari            | (2001)                    |
| Maurizio Bianucci       | Paolo Baldi               | (2003)                    |

## Crediti
| A cura di                                             | Daniele Carnacina, Massimo Del Frate |
| Produttore creativo                                   | Daniele Carnacina |
| Produttore esecutivo                                  | Bruno Stefani |
| Serie ideata e sviluppata da                          | Cristiana Farina, Lorenzo Favella |
| Con la collaborazione di                              | Silvia Longo |
| Vice-produttore creativo                              | Michele Rovini |
| Regia                                                 | Giovanni Barbaro, Giorgio Bardelli, Cini Liguori, Ambra Orlandi, Roberto Palmerini, Donato Pisani, Fabrizio Portalupi, Fulvio Rinaldo, Alberto Ferrari, Paolo Massari, Alberto Manni, Marcantonio Graffeo, Daniele Carnacina, Massimo Del Frate, Marco Maccaferri. |
| Musiche originali                                     | Massimiliano Pani, Franco Serafini |
| Responsabile editoriale Canale 5                      | Barbara Anzani |
| Produttore RTI                                        | Tiziana Zita |
| Capo sceneggiatori                                    | Davide Sala |
| Story Editor                                          | Franco Fraternale, Enrico Luttmann, Sara Polidoro |
| Story Liner                                           | Valentina Petracca, Giancarlo Balmas, Antonio Cecchi, Gianni Gatti, Elena Giacomin, Francesco Magali |
| Coordinamento edizione dialoghi                       | Mariangela Barbanente |
| Edizione dialoghi                                     | Simona Fasulo, Luca Pellegrini, Gianni Gatti, Valentina Pascarelli, Federico Lunadei Maroder |
| Story Editor R.T.I.                                   | Pamela Seno, Maria Luisa Baglioni, Carlo Levantesi |
| Story Editor Canale 5                                 | Maria Vittoria Pillitteri |
| Dialoghi                                              | Valentina Petracca, Simonetta Poggiali, Gianni Gatti, Marco Amato, Ilaria Carlino, Silvia Cinelli, Valerio Fiori, Roberta Rabuti |
| Organizzatore generale                                | Luca Palazzi |
| Coordinatore di produzione                            | Massimo Omboni |
| Direttori della fotografia                            | Nicola Civarelli, Enzo Ghinassi, Dario Gardi, Alex Marucco |
| Ideazione scenografia                                 | Maurizio Kovacs, Francesca Fezzi |
| Scenografo                                            | Maurizio Kovacs |
| Costumista                                            | Georgia Desideri |
| Responsabile post-produzione                          | Alberto Gallo |
| Ispettore di produzione                               | Max Giammarrusti |
| Ispettore di produzione                               | Claudio Venturi |
| Assistente al produttore esecutivo                    | Loretta Mezzano |
| Assistente al produttore creativo                     | Cristiana Piazza |
| Assistente editoriale                                 | Andrea Borini |
| Aiuti regista                                         | Andrea Canepari, Simona Stefani, Francesco Stella |
| Assistenti alla regia                                 | Francesco Macrì, Violetta Romano |
| Preparazione attori                                   | Lina Bernardi, Guido Paternesi |
| Pianificazione riprese                                | Teresa Di Modugno, Nicoletta Pogliano |
| In produzione                                         | Davide Dubini, Sara Pinciroli |
| Responsabile scenografie esterne                      | Luca Guardigli |
| Arredamento                                           | Vera Castrovilli |
| Direttore casting ruoli iniziali (creazione famiglie) | M. Luisa Pacchetti stage Milano Roma |
| Responsabile casting                                  | Laura Lisiero |
| Location managers                                     | Samuela Li Calzi, Marco Grecchi, Massimo Mussano |
| Montaggio video                                       | Vittorio Torre, Luca Papaleo, Marco Ricceri, Emiliano Crapes, Lucia Di Pisa |
| Post-produzione audio e mix                           | Donata Benelli, Alessandro Chiodini |
| Capo truccatrici                                      | Monica Mignani |
| Parrucchieri                                          | Carlo Di Prima, Adriana Pescatore, Alessandra Ruggeri |
| Sarte                                                 | Alessi Basilia, Brunilde Botti, Maria Floramo, Carla Stroppiana |
| Edizioni musicali                                     | RTI Music |